# Sweet Heaven
『Sweet Heaven』（スウィート・ヘブン）は、宮崎羽衣の10枚目のシングル。2010年9月22日にFOXTROTからリリース。

## 解説
このシングルより、宮崎はFOXTROTに移籍している。
「Sweet Heaven」は宮崎本人と佐藤聡美がパーソナリティを務めるラジオ番組『聡美と羽衣のR@DIO ONCE』のテーマソングであると同時に、宮崎本人がヒロイン役の声優として出演しているPlayStation Portable専用ゲームソフト『L@ve once』のイメージソングとなっている。また、カップリングの「Lasting Blue」は、宮崎本人がパーソナリティを務めるラジオ番組『宮崎羽衣の危ういラジオ』のオープニングテーマとなっている。
このシングルのDVDには「Sweet Heaven」のMusic Clipが収録されるだけでなく、そのMusic Clipのメイキングも収録されている。これは宮崎のシングル史上初である。

## 収録内容
CD
1. Sweet Heaven
  - 作詞：松浦有希、作曲・編曲：細谷MACARONI☆博雄
  - PlayStation Portable専用ゲーム『L@ve once』イメージソング
  - ラジオ番組『聡美と羽衣のR@DIO ONCE』テーマソング
2. Lasting Blue
  - 作詞・作曲：松浦有希、編曲：重盛美晴
  - ラジオ番組『宮崎羽衣の危ういラジオ』オープニングテーマ
3. Sweet Heaven（off vocal）
4. Lasting Blue（off vocal）

DVD
1. Sweet Heaven Music Clip
2. Sweet Heaven Music Clip メイキング